# Ambatoharanana (Fenoarivo Atsinanana)
Ambatoharanana is een plaats en commune in het oosten van Madagaskar, behorend tot het district Fenoarivo Atsinanana, dat gelegen is in de regio Analanjirofo. Tijdens een volkstelling in 2001 telde de plaats 6.142 inwoners.
De plaats biedt enkel lager onderwijs aan. 82 % van de bevolking werkt als landbouwer. Het belangrijkste landbouwproduct is kruidnagelen; andere belangrijke producten zijn koffie en rijst. Verder is 18% actief in de dienstensector.